# Cormocephalus impulsus
Cormocephalus impulsus är en mångfotingart som beskrevs av Lewis 1989. Cormocephalus impulsus ingår i släktet Cormocephalus och familjen Scolopendridae. Inga underarter finns listade i Catalogue of Life.